# Sergej Krivokrasov
Sergej Vladimirovič Krivokrasov (in russo Серге́й Владимирович Кривокрасов?; Angarsk, 15 aprile 1974) è un ex hockeista su ghiaccio russo.

## Palmarès

### Olimpiadi invernali
- 1 medaglia[1]:
  - 1 argento (Nagano 1998)

### Mondiali juniores
- 1 medaglia[2]:
  - 1 oro (1992)

### Europei juniores
- 1 medaglia[3]:
  - 1 argento (1991)